# Kasachische Eishockeymeisterschaft 1994/95
Die Saison 1994/95 war die dritte Spielzeit der kasachischen Eishockeyprofiliga. Es nahmen drei Vereine, die insgesamt vier Mannschaften stellten, am Wettbewerb teil. Den Titel des Kasachischen Meisters sicherte sich zum insgesamt dritten Mal Torpedo Ust-Kamenogorsk. Ust-Kamenogorsk gewann damit auch zum dritten Mal in Folge den Meistertitel.

## Modus
Die vier Teilnehmer spielten in einer Vierfachrunde, so dass jede Mannschaft auf die Anzahl von zwölf Spielen kam. Die Mannschaft mit den meisten Punkten sicherte sich am Ende die Meisterschaft.
Für einen Sieg in der regulären Spielzeit von 60 Minuten erhielt eine Mannschaft zwei Punkte, der unterlegene Gegner ging leer aus. Bei einem Unentschieden erhielt jede Mannschaft einen Punkt.

## Abschlusstabelle
Nach Ablauf der zwölf Runden sicherte sich Torpedo Ust-Kamenogorsk souverän den Meistertitel. Das Team aus Ust-Kamenogorsk stellte auch eine zweite Mannschaft. Diese blieb jedoch punktlos und wurde Letzter. Hinter Meister Torpedo Ust-Kamenogorsk belegten der HK Bulat Temirtau und Stroitel Karaganda mit Abstand die weiteren Plätze.
Torpedo Ust-Kamenogorsk und Stroitel Karaganda spielten im Saisonverlauf parallel in der Internationalen Hockey-Liga, die zweite Mannschaft Ust-Kamenogorsks in der drittklassigen russischen Perwaja Liga. Der HK Bulat Temirtau vertrat Kasachstan beim erstmals ausgetragenen IIHF Federation Cup.
Abkürzungen: Sp = Spiele, S = Siege, U = Unentschieden, N = Niederlagen, Pkt = Punkte
|                           | Sp | S  | U | N  | Tore  | Pkt   |
| ------------------------- | -- | -- | - | -- | ----- | ----- |
| Torpedo Ust-Kamenogorsk   | 12 | 10 | 1 | 1  | 88:29 | 21:03 |
| HK Bulat Temirtau         | 12 | 7  | 1 | 4  | 48:41 | 15:09 |
| Stroitel Karaganda        | 12 | 6  | 0 | 6  | 30:57 | 12:12 |
| Torpedo Ust-Kamenogorsk 2 | 12 | 0  | 0 | 12 | 28:67 | 00:24 |

## Auszeichnungen
| Auszeichnung       | Spieler                          | Team                    |
| ------------------ | -------------------------------- | ----------------------- |
| Bester Torhüter    | Wadim Rjagusow                   | HK Bulat Temirtau       |
| Bester Verteidiger | Andrei Sawenkow                  | Torpedo Ust-Kamenogorsk |
| Bester Stürmer     | Alexander Filippow               | Stroitel Karaganda      |
| Topscorer          | Konstantin Spodarenko            | Torpedo Ust-Kamenogorsk |
| Topscorer          | 14 Punkte (11 Tore + 3 Vorlagen) |                         |